# شارل دکتلاره
شارل دکتلار (فرانسوی: Charles De Ketelaere‎؛ زادهٔ ۱۰ مارس ۲۰۰۱) بازیکن فوتبال اهل بلژیک است که برای باشگاه آتالانتا بازی می‌کند.

### بازی‌های ملی
تا تاریخ ۴ مه ۲۰۲۵
| بلژیک | بلژیک | بلژیک |
| سال   | بازی  | گل    |
| ----- | ----- | ----- |
| ۲۰۲۰  | ۱     | ۰     |
| ۲۰۲۱  | ۳     | ۱     |
| ۲۰۲۲  | ۷     | ۰     |
| ۲۰۲۳  | ۳     | ۱     |
| ۲۰۲۴  | ۶     | ۰     |
| ۲۰۲۵  | ۱     | ۰     |
| مجموع | ۲۱    | ۲     |